# Castillo de Relleu
El Castillo de Relleu se encuentra en el municipio de Relleu, en la provincia de Alicante (España). Se eleva sobre una colina de 440 metros de altura, cerca del núcleo urbano.

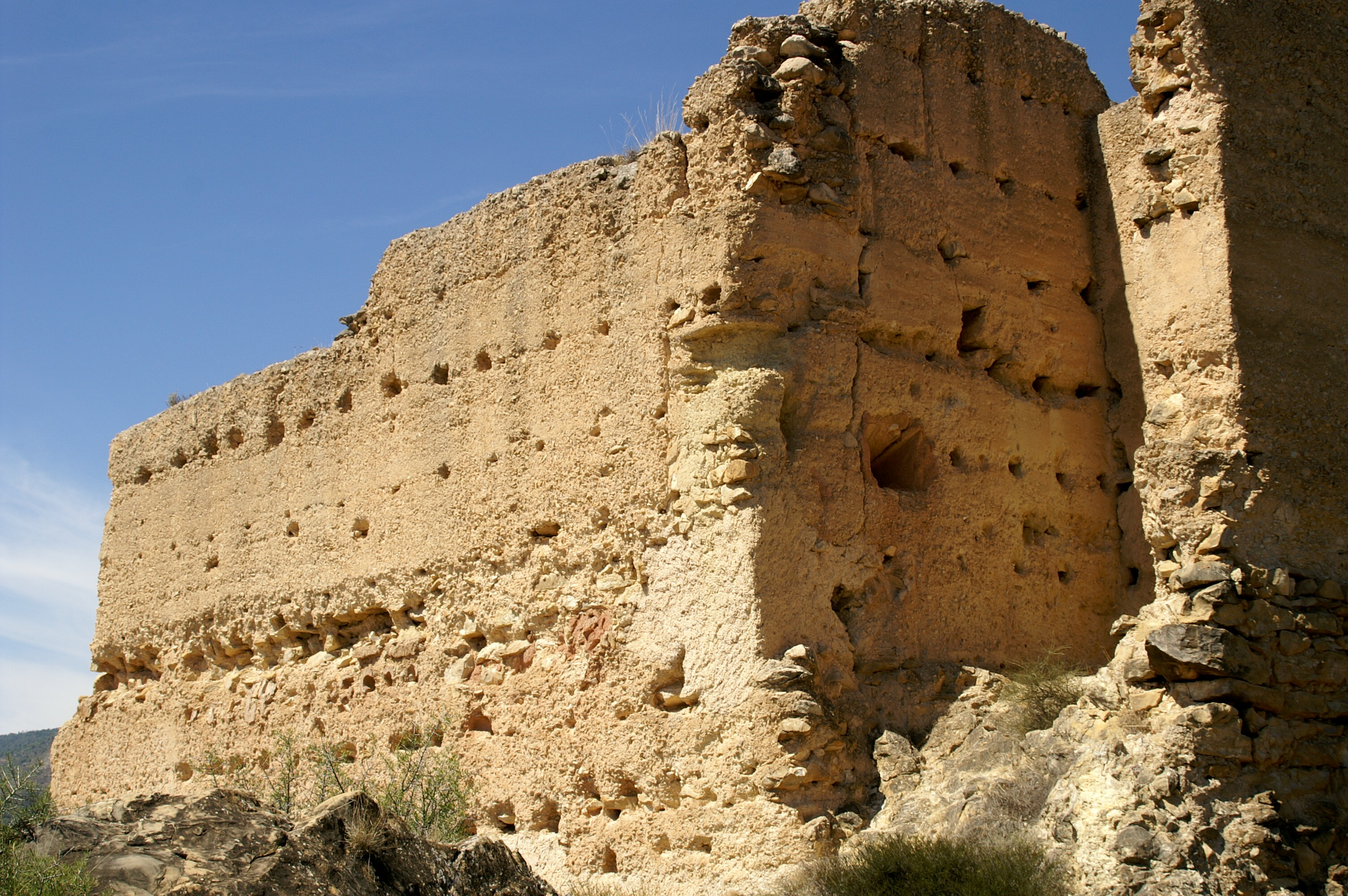
Detalle de uno de los lienzos.

Tiene planta poligonal irregular y una superficie de unos 600 metros cuadrados. El contorno viene delimitado por lienzos de diversas tipologías constructivas, como tapiales de gran dureza, sobre muros de mampostería. En el interior se encuentran restos de edificaciones y un aljibe. En el lienzo de un tramo del muro externo se puede encontrar el umbral del hueco de paso. Los aspectos ornamentales son inexistentes. Si hubo algún detalle, en la actualidad está desaparecido o, al contrario, podría estar oculto en las capas del relleno, el cual es considerable.